# Live Lewd Lust
Live lewd Lust es un disco en directo de la banda de hardcore punk The Exploited.

## Canciones
1. Law And Order
2. Let's Start A War
3. Horror Epics
4. Blown To Bits
5. Hitler's In The Charts Again
6. Troops Of Tomorrow
7. Sex And Violence
8. Alternative
9. Cop Cars
10. Dole Q
11. Dead Cities
12. S. P. G.
13. I Believe In Anarchy
14. Warhead
15. Daily News
16. Dogs Of War

- Datos: Q3835198